# Le Pin-en-Mauges

Le Pin-en-Mauges este o comună în departamentul Maine-et-Loire, Franța. În 2009 avea o populație de 1,336 de locuitori.